# 胡穆利鄉

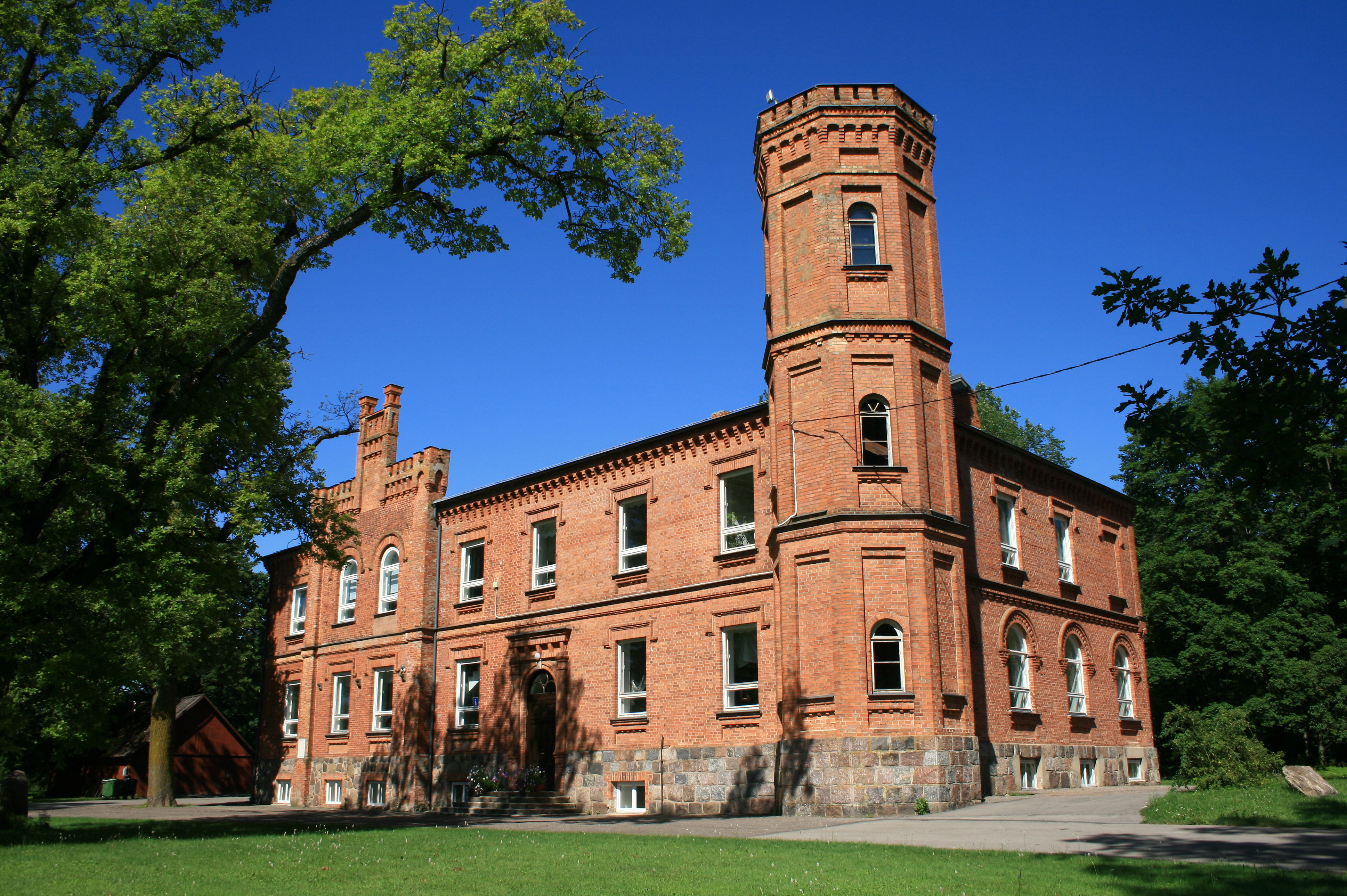
胡穆利庄园

胡穆利鄉，曾是愛沙尼亞瓦爾加縣的一個鄉村型市镇，位於該國南部，行政中心設於胡穆利，面積163平方公里，2006年人口1,060，人口密度每平方公里7人。
2017年爱沙尼亚行政改革后，胡穆利市镇与其他市镇一起合并为新的特尔瓦市镇。
57°54′13″N 26°03′30″E / 57.90361°N 26.05833°E